# متيم بك
متيم بك (Mad About You)، هو مسلسل كوميدي أمريكي من بطولة بول رايزر وهيلين هنت، يدور حول زوجين يعيشان في مدينة نيويورك ويتعاملان مع تحديات الحياة اليومية معًا. وفي المواسم اللاحقة، يُرزق الزوجان بابنة.
عُرض المسلسل في الأصل على شبكة NBC من 23 سبتمبر 1992 حتى 24 مايو 1999، وحاز على العديد من الجوائز، من بينها أربع جوائز غولدن غلوب واثنتا عشرة جائزة إيمي برايم تايم. ومع ذلك، في موسمه الأخير، تم تغيير موعد عرضه من وقت الذروة، مما أدى إلى انخفاض حاد في عدد المشاهدين، وبالتالي تم إلغاء المسلسل.
في 6 مارس 2019، تم إحياء المسلسل بموسم محدود (الثامن) مكوّن من 12 حلقة من إنتاج Spectrum Originals، مع عودة رايزر وهنت لأداء دوريهما. تناولت أحداث الموسم الجديد حياة الزوجين بعد أن أصبحت ابنتهما طالبة جامعية في جامعة نيويورك، وقد تم تجاهل الأحداث النهائية للمسلسل الأصلي التي كانت قد استعرضت مستقبل الشخصيتين على مدى عشرين عامًا.

## الشخصيات الأساسية

### بول بوشمان
يؤدي دورهبول ريزر، ولد بول بوتشمان في عام 1962 وصارع من أجل بلوغ الشهرة بعد تخرجه من جامعة نيويورك، وتمت له الشهرة بعد نجاحه في إنتاج فيلم وثائقي في نيويورك لاحقاً.

### جيمي بوشمان
تؤدي دورها هيلين هانت، هي ابنة كل من غاس وتريشا ستامبل، مولودة عام 1963، تخرجت من جامعة يال والتقت ببول وتشمان في نيويورك، علاقتها مع حماتها هي مصدر دعابة وفكاهة دائم في أحداث المسلسل.

### موراي
هو كلب بول بوشمان وشخصية محببة لدى الجمهور، وجده بول عندما كان جرواً صغيراً وكان معه حينما التقى جيمي لأول مرة، أحياناً يلاحق فأراً خفياً وينتهي به المطاف بأن يضرب رأسه بشيء ما ويكف عن الملاحقة، يبدو على أنه كلب مخلص وعطوف بالرغم من بلاهته النسبية.

### فران ديفانو
صديقة جيمي الحميمة ومرؤوستها السابقة في العمل، تترك فران العمل كمديرة لشركة علاقات عامة لتتفرغ لزوجها مارك وابنهما، وتترقى جيمي لتأخذ منصبها، ينفصل الزوجان أثناء حلقات المسلسل ويكون انفصالهما بمثابة صدمة لبول وجيمي ويعودان معاً فيما بعد.

### ليسا ستامبل
أخت جيمي وتكبرها بثلاث سنوات، لديها بعض المشاكل النفسية كالخوف والحرص الزائدين، تلوم اختها جيمي على كافة مشاكلها بالرغم من أنها تقضي معظم وقتها في بيت اختها، زيارة الأهل عادة ما تزيد حالات اضطراب الأكل النفسي لديها.

### إرا بوشمان
ابن عم بول وصديقه الحميم، كان يعمل مع والد بول وبعد تقاعد والد بول أخذ إرا زمام العمل مما أشعل مشادة بينه وبين ابن عمه، عادة ما يكون إرا صديقاً مقرباً وداعماً لبول وجيمي.

### سيلفيا بوشمان
أم بول وزوجة بيرت بوشمان، مصدر إزعاج دائم لجيمي ولكنها بين حين وآخرً تبدي جانباً من الرقة لكنتها.

### مابيل بوشمان
ابنة بول وجيمي، كان قدومها نقطة تحول في سياق المسلسل، تمت تسميتها من تجميع الحروف الأولى من جملة الجدة (أم جيمي) "Mothers Always Bring Extra Love" ومعناها (الامهات يجلبن دوماً حباً زائداً) ومن هنا جاء اسمها MABEL.

## الممثلون الرئيسيون
بول ريزر (بول بوشمان)
هيلين هانت (جيمي بوشمان)
آن رامزي (ليزا ستامبل)
ليلا كينزل (فران ديفانو)
جون بانكو (إرا بوشمان)
ريتشارد كيند (مارك ديفانو)
ماوي (الكلب موراي)
سينثيا هاريس (سيلفيا بوشمان)
لويس زوريش (بيرت بوشمان)
روبين بارتليت (ديبي بوشمان)
تومي هينكلي (جاي سيلبي)
كارتر وماديسون جايل (الطفلة مابيل بوشمان)

## جوائز
- جائزة جولدن جلوب.
- جائزي بي بودي.
- جائزة جينيسيز.
- 5 ترشيحات لجائزة إيمي عن أفضل مسلسل كوميدي.

## وصلات خارجية
- ماد أباوت يو على موقع IMDb (الإنجليزية)
- ماد أباوت يو على موقع ميتاكريتيك (الإنجليزية)
- ماد أباوت يو على موقع الموسوعة البريطانية (الإنجليزية)
- ماد أباوت يو على موقع روتن توميتوز (الإنجليزية)
- ماد أباوت يو على موقع كينوبويسك (الروسية)
- ماد أباوت يو على موقع ألو سيني (الفرنسية)
- ماد أباوت يو على موقع قاعدة بيانات الفيلم (الإنجليزية)